# Taule

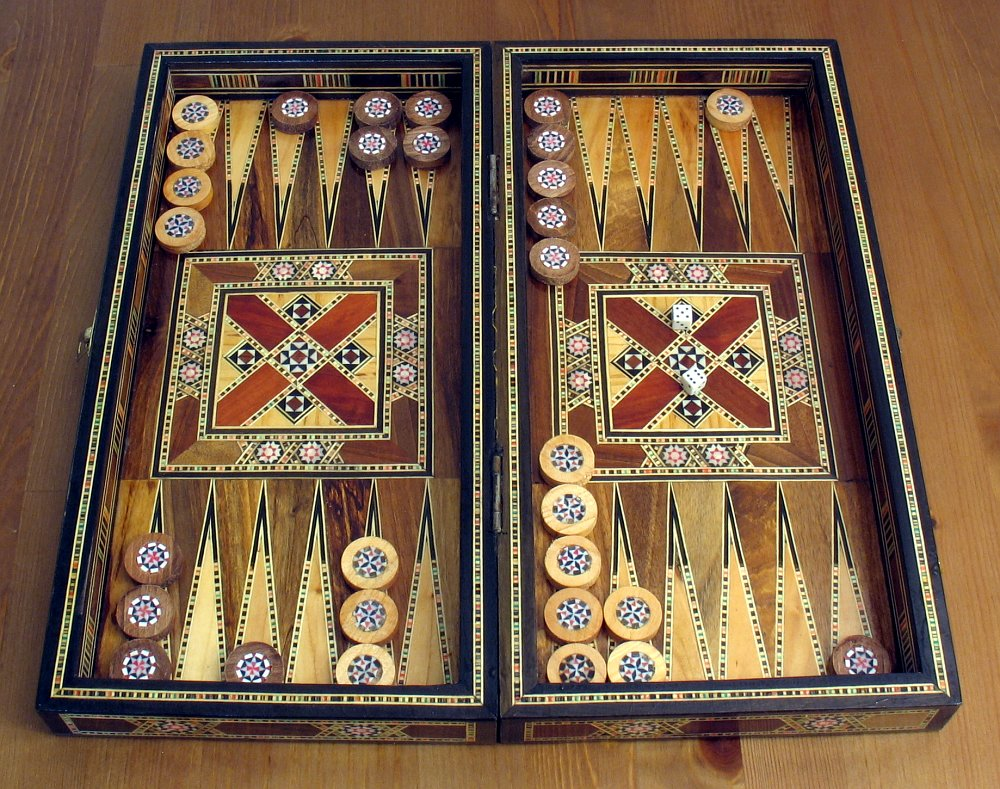
O Taule é jogado nos mesmos tabuleiros do Gamão. Este, por exemplo, tem origem libanesa e pode ter sido criado para jogar Taule em vez de propriamente Gamão.

O taule é um tradicional jogo de tabuleiro árabe para dois jogadores, por vezes chamado de "gamão árabe" e popular na comunidade árabe do Brasil. O nome vem de "tavle", que significa "mesa".  É um jogo da família do gamão e pode ser jogado com o mesmo equipamento deste.

## Descrição

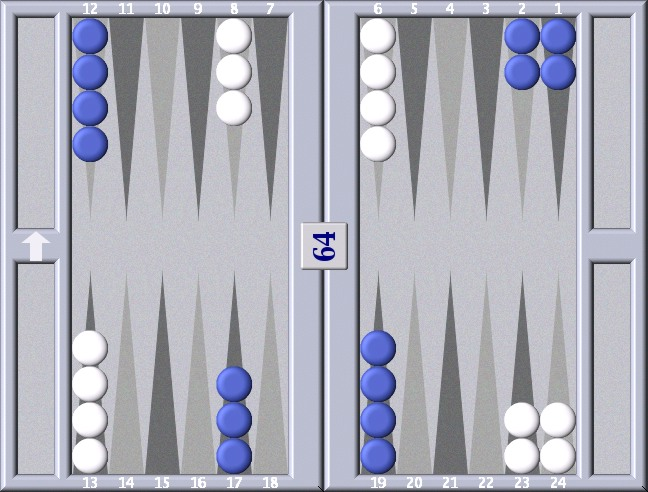
Situação inicial do jogo de Nackgammon, outro membro da família do Gamão. Clique na imagem para ver os números das casas. Assim como acontece no Gamão, no Taule as peças entram para o jogo nas casas "1" a "6" do adversário. No Taule, porém, todas as peças estão inicialmente fora de jogo e precisam entrar no tabuleiro através dessas mesmas casas.

O equipamento do jogo de Taule é exatamente o mesmo do Gamão, exceto talvez pelos dados (o Gamão frequentemente usa dois pares de dados, um para cada jogador, e um dado de apostas numerado com potências de dois: "2", "4",... "64".  O dado de apostas é uma adição recente ao gamão e não existe no Taule).  As regras exatas são pouco conhecidas fora da comunidade árabe, mas segundo referências [carece de fontes?] há variantes para um dado e para dois dados, e em pelo menos uma delas as regras são similares às do gamão, exceto pelos seguintes pontos:
- No início do jogo todas as peças estão fora do tabuleiro.  Entram em jogo uma a uma de acordo com os lances de dados, exatamente como acontece no Gamão com as peças que são capturadas durante o jogo - ou seja, nas casas de números 1 a 6 do adversário, que correspondem às casas 19 a 24 do próprio jogador.

- A captura de peças adversária ocorre, como no Gamão, quando uma peça do jogador cai na mesma casa em que exista uma única peça do adversário. Porém, a consequência não é a expulsão da peça adversária, e sim a paralisação da mesma; uma peça capturada continua na casa em que foi capturada, mas não pode se mover antes que as peças adversárias saiam de cima dela.

O resultado é um jogo com nítidas semelhanças com o Gamão, mas com desenvolvimento e estratégia completamente diferentes.